# UNO (пісня Little Big)
«UNO» (укр. Один) — пісня російської панк-рейв-групи «Little Big», випущена 13 березня 2020 року на лейблі Warner Music Russia, з якою група представить Росію на конкурсі пісні «Євробачення-2020». Виступ з піснею на конкурсі мав пройти 12 травня 2020 року в Роттердамі.

## Передісторія
Представників від Росії на конкурсі пісні «Євробачення-2020» оголосили 2 березня 2020 року під час телевізійної програми «Час». Під час оголошення був показаний уривок майбутньої пісні
Групою була обрана вже готова, але ще не випущена в прокат до моменту оголошення представника Росії на конкурс композиція.

## Відеокліп
Прем'єра пісні і кліпу відбулася 12 березня 2020 року в ефірі програми «Вечірній Ургант» на Першому каналі, а в 1 годині ночі 13 березня за московським часом на офіційному YouTube-каналі Eurovision Song Contest. Крім чотирьох постійних учасників «Little Big» — Іллі Прусікіна, Софії Таюрської, Сергія Макарова і Антона Лиссова — у ньому взяли участь фронтмен групи «The Hatters» Юрій Музиченко, солістка групи «Ленінград» Флорида Чантурія і танцюрист Дмитро Красилов.
Образи в кліпі виконані в стилістиці 1970-80-х років: на учасників надіті приталені сорочки і брюки кльош. Протягом усього кліпу на обличчях виконавців серйозні вирази облич, за рахунок чого досягається додатковий комічний ефект.

### Популярність відеокліпу
В 17:05 за московським часом 13 березня, через 16 годин після публікації на каналі Євробачення в YouTube, відео стало лідером за кількістю переглядів, так і за кількістю лайків серед всіх офіційних відеозаписів виступів і відеокліпів на пісні, які беруть участь у конкурсі в 2020 році, багато з яких були опубліковані кількома тижнями раніше.
За першу добу відео набрало 8,3 мільйона переглядів і 560 тис. лайків і потрапило у вкладку «Тренди» YouTube в 23 країнах-учасницях Євробачення.

## Відгуки
На момент виходу пісня і кліп отримали в основному негативні відгуки від російських журналістів та діячів шоу-бізнесу, звинувачували «Uno» у відсутності «хітовості», а групу — у невдалій спробі зробити пародію на типовий номер «Євробачення».
Робін Мюррей з британського «Clash Magazine» назвав пісню «грандіозною», охарактеризувавши сингл як «дикий, геть химерний і абсолютно смішний», додавши, що подібні номери «роблять Євробачення чудовим».
Оглядачі британського інтернет-видання The Line of Best Fit позитивно відгукнулися про пісню, назвавши її «дивною сумішшю латинської поп-музики, диско і EDM». Оглядачі сайту також відзначили супроводжуючий пісню танець, назвавши його «смішним», а групу — «можливо, найексцентричнішим» учасником року.
Редактор берлінської щоденної газети «Die Tageszeitung» журналіст Ян Феддерсен назвав участь групи в конкурсі «свіжим вітром», порівнявши «Little Big» з «Бурановськими бабусями», що представляли Росію в 2012 році, на його думку, обидва колективи представляють «щось оригінальне, що йде врозріз з конкурсних мейнстрімом». З ними ж, а також з представницею України 2007 року Вєркою Сердючкою порівняли пісню на сайті польської радіостанції Radio Eska . На думку редакції, «Uno» викликає позитивні асоціації з піснями минулих десятиліть, привівши в приклад хіт «Barbie Girl» групи «Aqua». З ним же «Uno» порівняв іспанський інтернет-портал «Los Replicantes», описавши пісню як «веселу», «свіжу» і «непересічну».
Редакція сайту Національної телерадіокорпорації Іспанії RTVE назвала групу «оригінальною і освіжаючою», а пісню — одним з фаворитів року, завдяки «унікальності, ритму і божевільному відеокліпу».

## Учасники запису
- Ілля «Ілліч» Прусікін — вокал, автор пісень, продюсер
- Софія Таюрська — вокал

### Виробництво
- Денис Цукерман — автор пісень, продюсер
- Віктор Сібрінін — автор пісні
- Аліна Пязок — режисер